# 高橋弥七郎
高橋 弥七郎（たかはし やしちろう、1972年（昭和47年） - ）は、日本の小説家。大阪府出身。ストレートエッジ所属。代表作は、『灼眼のシャナ』シリーズ。

## 略歴
メディアワークスによる第8回電撃ゲーム小説大賞に応募した『エクスターミネーターA/B』で選考委員奨励賞を受賞。2002年（平成14年）4月に、『A/Bエクストリーム』に改題し、（電撃文庫）でデビューした。
2002年（平成14年）11月に刊行された『灼眼のシャナ』（電撃文庫）では「分かりやすいものを書こう」というコンセプトから「ボーイ・ミーツ・ガール」や「学園」といったわかりやすい要素が取り入れられ、女性キャラも多く設定された。シリーズ累計発行部数は、2009年（平成21年）11月現在750万部を、2015年（平成27年）時点では累計1080万部を記録した。
作品の「あとがき」には二つのテーマ（描写的には、内容的には）が毎回書かれている。

## 人物・エピソード
- 『灼眼のシャナ』において、原作以外では、ラジオドラマの脚本やゲームのテキスト改稿（PS2からDSに移植する際）、テレビアニメではシリーズ構成協力（『灼眼のシャナII』）などの仕事も行っている。
- 漫画家荒川弘とはアマチュア時代からの友人。ガイドブック『灼眼のシャナノ全テ』に荒川のメッセージコラムが掲載されている。
- 特撮ヒーロー番組が好きなことで知られており、作品には1996年（平成8年）に放送された『超光戦士シャンゼリオン』のネタが入っている[6]。
- 当時、高橋弥七郎の担当編集者であった電撃文庫の三木一馬によれば、高橋は綿密な裏設定を作るタイプの作家であるという[7]。

## 作品リスト

### 小説
- 『A/Bエクストリーム』シリーズ
- 『灼眼のシャナ』シリーズ
- 『撲殺天使ドクロちゃんです』（共著）ISBN 978-4840234436
- 『幸福狩り』（「電撃hp」23号に掲載された読み切り短編。サスペンスホラー作品。）
- 『カナエの星』シリーズ

### アニメ
- 『K』シリーズ ※覆面作家集団「GoRA」の一員として原作、脚本に参加
- 『ライザのアトリエ 〜常闇の女王と秘密の隠れ家〜』（シリーズ構成）[8]
- 『AYAKA -あやか-』 ※覆面作家集団「GoRA」の一員として原作、脚本に参加

### ゲーム
- 『ライザのアトリエ 〜常闇の女王と秘密の隠れ家〜』
- 『ライザのアトリエ3 〜終わりの錬金術士と秘密の鍵〜』
- 『星鳴エコーズ』